# Калинешти (Кандешти)
Калинешти (рум. Călinești) насеље је у Румунији у округу Ботошани у општини Кандешти. Oпштина се налази на надморској висини од 332 m.

## Становништво
Према подацима из 2002. године у насељу је живело 168 становника, од којих су сви румунске националности.